# Tučňák císařský
Tučňák císařský (Aptenodytes forsteri) je nejvyšší a nejtěžší ze všech tučňáků. Je endemitem Antarktidy. Samec má stejné zbarvení peří jako samice, bývá však o něco vyšší a těžší. Obecně druh dosahuje výšky až 122 centimetrů a váhy mezi 22–45 kilogramy. Hřbet a hlavu má černou, břicho bílé a okolí uší žluto-oranžové. Jako všichni ostatní tučňáci je nelétavý a jeho křídla jsou tuhá a zploštěná v ploutve.
Loví většinou ryby, ale i korýše, například kril, a hlavonožce, například krakatice. Při lovu může pod vodou zůstat déle než 30 minut a ponořit se do hloubky až 565 metrů. K tomu má přizpůsobené tělo – má neobvykle strukturovaný hemoglobin, který mu umožňuje fungovat i při malých hodnotách kyslíku, tvrdé kosti zabraňující barotraumatu a schopnost zpomalit metabolismus a pozastavit funkci méně důležitých orgánů.
Tučňák císařský je známý svými cestami, které dospělí jedinci každý rok uskutečňují kvůli páření a krmení mláďat. Velké skupiny ptáků, ve kterých mohou být až tisíce jedinců, cestují 100–160 km. Je to jediný druh tučňáka, který se rozmnožuje během antarktické zimy. Samice snese jediné vejce, které inkubuje samec a samice mezitím v moři loví potravu. Po vylíhnutí mláděte se o něj rodiče starají v kolonii. V přírodě tučňák císařský žije většinou okolo 20 let, ale pozorování naznačují, že někteří jedinci se mohou dožít až 50 let.

## Taxonomie
Tučňáka císařského popsal v roce 1844 anglický zoolog George Robert Gray, který jeho rodové jméno Aptenodytes sestavil ze starořeckých slov ἀ-πτηνο-δύτης [a-ptēno-dytēs], „bez-křídla-potápěč“. Jeho druhové jméno forsteri je pocta německému přírodovědci Johannu Reinholdu Forsterovi, který doprovázel kapitána Jamese Cooka na jeho druhé tichomořské plavbě a který pojmenoval pět jiných druhů tučňáka.
Spolu s podobně zbarveným, ale menším tučňákem patagonským (A. patagonicus), je tučňák císařský jediným žijícím druhem rodu Aptenodytes. Fosilní nálezy na Novém Zélandu z pozdního pliocénu, tedy asi před třemi miliony lety, ukázaly, že v tomto rodu byl další druh, A. ridgeni. Výzkum chování a genetiky tučňáků ukázal, že je rod Aptenodytes bazální větví celého řádu, což znamená, že se oddělil od větve, z níž se vyvinuly všechny ostatní rody tučňáků. Zkoumání mitochondriální a jaderné DNA naznačuje, že toto odtržení proběhlo zhruba mezi 40 miliony lety.

## Popis

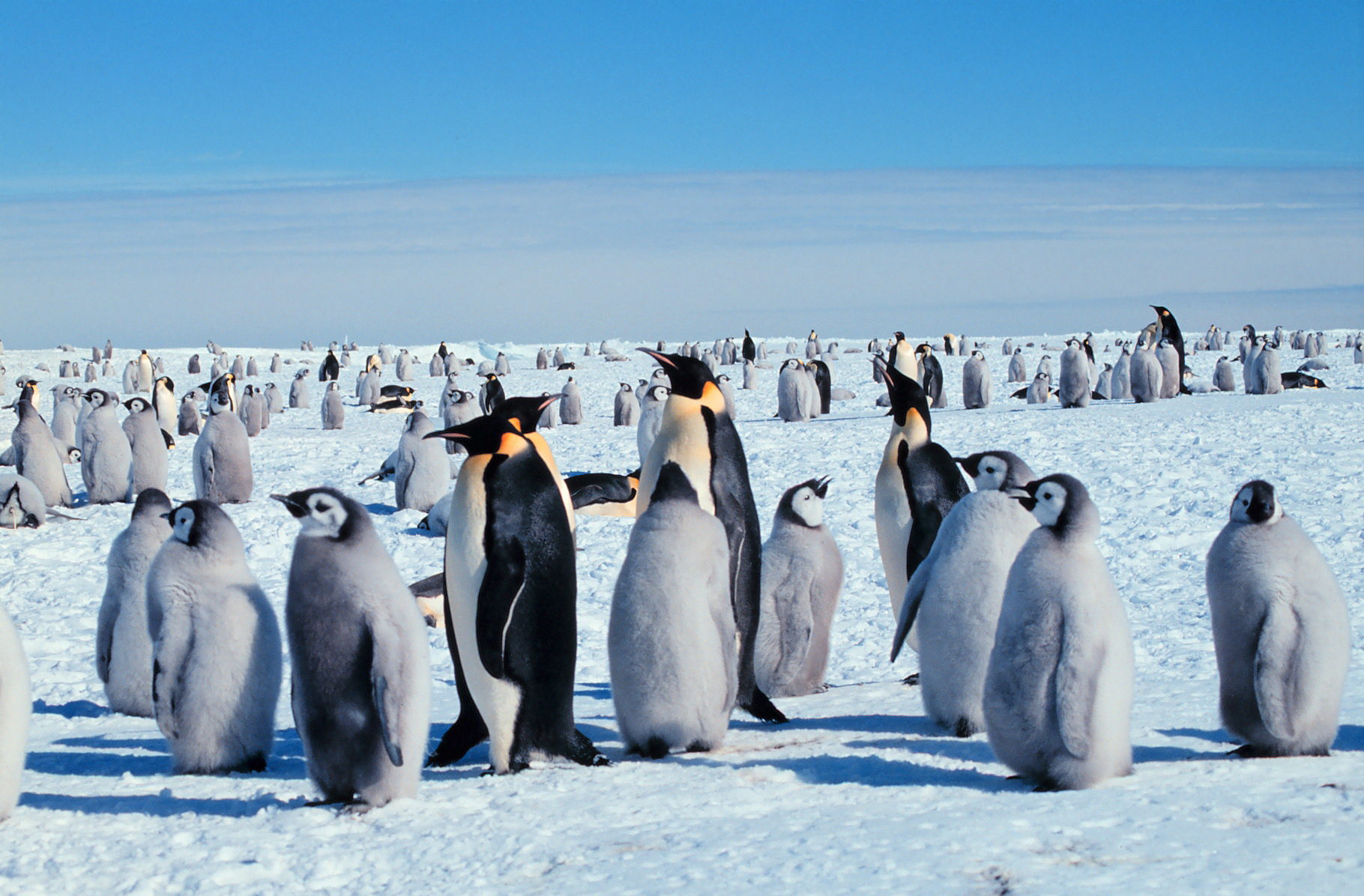
Dospělci s mláďaty

Dospělý tučňák císařský dosahuje výšky až 122 centimetrů. Jeho váha se pohybuje mezi 22 a 45 kilogramy a závisí na pohlaví, protože samci váží více než samice, a také na ročním období, protože samec i samice ztrácejí podstatnou část své váhy při chovu mláďat a sezení na vejcích. Samec musí vystát více než dva měsíce antarktické zimy, aby uchránil vejce před mrazem. Během této doby ani jednou nejí a proto většina samců za tu dobu ztratí okolo 12 kg. Průměrná váha na začátku sezení je u samců 38 kg a u samic 29,5 kg. Po tomto období mají obě pohlaví hmotnost průměrně 23 kg.
Jako všichni tučňáci má také tučňák císařský hydrodynamický tvar, který minimalizuje odpor vody při plavání, a křídla přeměněná na tuhé ploché ploutve. Jazyk má opatřený háčky orientovanými směrem dozadu, takže brání úniku lapené kořisti. Samci a samice jsou téměř stejně vysocí a mají totožné zbarvení. Na hlavě, bradě, krku, zádech, ocasu a hřbetu ploutví má tento druh černé opeření. Na břiše a spodku křídel je bílý a v horní části hrudi začíná peří přecházet do světle žluta. Okolí uší je pak jasně žluté až oranžové. Vrchní část osmicentimetrového zobáku je černá a spodní část může být růžová nebo oranžová. Nedospělý jedinec má bradu, krk a okolí uší bílé a zobák černý. Mládě je většinou pokryté šedým peřím a má černou hlavu s bílou maskou. V roce 2001 bylo pozorováno mládě s bílým peřím na celém těle, ale nejednalo se u skutečného albína, jelikož nemělo růžové oči. Mládě po vylíhnutí váží průměrně 315 gramů a peří mu vyroste, když dosáhne asi 50 % váhy dospělého jedince.
Od listopadu do února tmavé peří tučňáka císařského bledne do hněda před tím, než se během ledna nebo února přepeří. Vzhledem k ostatním druhům ptáků je u tohoto druhu přepeřování rychlé, trvá v průměru pouze 34 dní. Nové peří vyvstane z pokožky poté, co naroste do třetiny své konečné délky, ještě před tím, než odpadne staré peří. Děje se tak kvůli snížení tepelných ztrát.
Každoroční šance dožití tučňáka císařského je 95,1 % a průměrná doba života činí 19,9 let. Někteří vědci odhadují, že 1 % těchto tučňáků se může dožít 50 let. Na druhou stranu pouze 19 % mláďat přežije svůj první rok života. 80 % tučňáků císařských tvoří jedinci starší čtyř let.

### Zvuky
Protože tučňák císařský nestaví žádné hnízdo, které by mu sloužilo ke znovunalezení svého partnera nebo mláděte, musí spoléhat na zvukovou komunikaci. Používá složité směsice zvuků, které jsou pro rozpoznání rodičů, mláďat a partnerů zásadní. Zřejmě disponuje nejrozmanitějšími zvukovými signály ze všech tučňáků. K dorozumívání používá dvou kmitočtových pásem naráz.

### Adaptace na zimu
Tučňák císařský se rozmnožuje v nejstudenějším prostředí ze všech ptáků – teplota vzduchu může klesnout na -40 °C a vítr může dosáhnout rychlosti až 144 km/h. Teplota vody je -1,8 °C, což je mnohem méně než průměrná teplota tučňákova těla (39 °C). K zabránění ztráty tepla se u tohoto druhu vyvinuly mnohé adaptace. Pod pokožkou má vrstvu škáry tlustou až 3 cm a 80–90 % izolace zajišťuje peří. Výsledná vrstva tuku mu ztěžuje pohyb na pevnině. Má krátké tuhé zjevně až čtyřvrstvé peří ve tvaru kopí. S hustotou 15 per na cm2 je to patrně nejhustěji opeřený pták na světě. Podrobný rozbor C. Williamse z Kalifornské univerzity nicméně odhalil, že tučňák císařský má maximálně 9 per na cm2, tudíž, že původní údaje jsou nadhodnocené. Tučňák císařský má svaly, které mu umožňují držet peří na zemi vzpřímené a vytvořit tak vrstvu vzduchu, která také redukuje ztrátu tepla. Naopak ve vodě se peří zploští a díky tomu tučňák neprovlhne. Aby udržel peří mastné a voděodolné, musí ho čechrat.
Tučňák císařský je schopný beze změny metabolismu udržet běžnou tělesnou teplotu při okolních teplotách -10 až 20 °C. Při nižších teplotách se jeho metabolismus výrazně zrychlí, ale normální teplotu těla si umí udržet v širokém teplotním rozmezí od -47 po 38 °C. Pro zrychlení metabolismu využívá plavání, chození, třesení a zvýšené spalování tuků, které navozuje hormon glukagon. Při teplotách nad 20 °C se tučňák císařský snaží zabránit přehřívání, a proto zvedá svá křídla, čímž se plocha jeho těla odhalená větru zvýší o 16 %.

### Adaptace na tlak a malé hodnoty kyslíku
Mimo zimu čelí tučňák císařský i dalšímu problému spojenému s ponory do velké hloubky – výrazně se zvyšujícímu tlaku, který může představovat až 40–násobek atmosférického tlaku. Takový tlak by u většiny jiných pozemských živočichů způsobil barotrauma. Kosti tohoto tučňáka nejsou téměř vyplněné vzduchem, ale jsou velmi pevné, což zabrání mechanickému barotraumatu. Není ale známo, jak se tučňák vypořádává s dekompresní nemocí.
Při potápění se tučňákovi císařskému sníží spotřeba kyslíku, protože zpomalí tlukot svého srdce až na 5 úderů za minutu a pozastaví funkci méně důležitých orgánů. Jeho hemoglobin a myoglobin jsou schopny transportovat kyslík v krvi v malých koncentracích, díky čemuž při jeho malých hodnotách neztratí vědomí.

## Rozšíření a populace
Tučňák císařský se vyskytuje téměř výhradně mezi 66° a 77° jižní šířky. Téměř vždy se rozmnožuje na krách nejdále 18 km od pobřeží. Před silným větrem se většinou schovává u ledovcových útesů.
Dlouhou dobu počet žijících jedinců nebyl skoro vůbec znám a někteří autoři dokonce navrhovali z těchto důvodů přesunout tučňáka císařského z kategorie „málo dotčený“ (LC) do kategorie „chybí údaje“ (DD). Informace z roku 1990 hovoří o 400 000–450 000 jedincích, rozprostřených ve 40 koloniích. Okolo 80 000 párů žije v Rossově moři. Velké kolonie se nachází na mysu Washington (20 000–25 000 párů), na ostrově Coulman ve Viktoriině zemi (asi 22 000 párů), v Coatsově zemi (14 300–31 400 párů) a v Zemi královny Maud (16 000 párů). Známy jsou dvě pevninské kolonie; jedna na Antarktickém poloostrově a druhá na mysu ledovce Taylor v Australském Antarktickém teritoriu. Několik zbloudilých tučňáků císařských bylo v minulosti hlášeno na Heardově ostrově a McDonaldových ostrovech, Jižní Georgii a Jižních Sandwichových ostrovech a na Novém Zélandu.
V roce 2009 satelitní snímky ledovců pomohly vědcům objevit deset předtím neznámých kolonií tučňáka císařského v Antarktidě. V témže roce britský antarktický průzkum pod vedením P. T. Fretwella došel na základě dalších podobných snímků k závěru, že tento nehostinný kontinent obývalo bezmála 600 000 jedinců v celkově asi 46 koloniích. Z této globální populace odhadem až 80 % tučňáků každoročně hnízdilo.
V roce 2019 bylo známo 54 kolonií a počítalo se s tím, že ještě na některé další mohou vědci do budoucna narazit. Návazně na to se počítalo s populací čítající 513 000 chovných jedinců. K roku 2020 vědci evidují už celkem 61 kolonií (zhruba 20 % nárůst), ale navzdory tomu celosvětová populace vzrostla přibližně jen o 5–10 %, tudíž čítá maximálně asi 570 000 jedinců nebo až 650 000 ptáků včetně mláďat.

## Chování

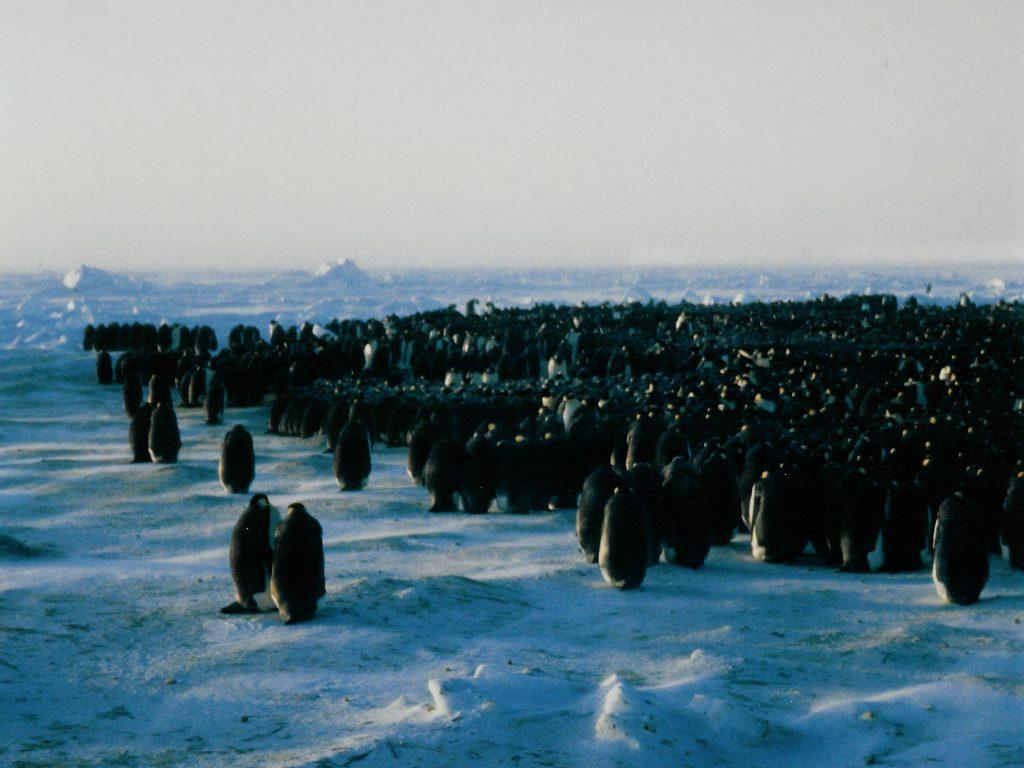
Kolonie tučňáka císařského

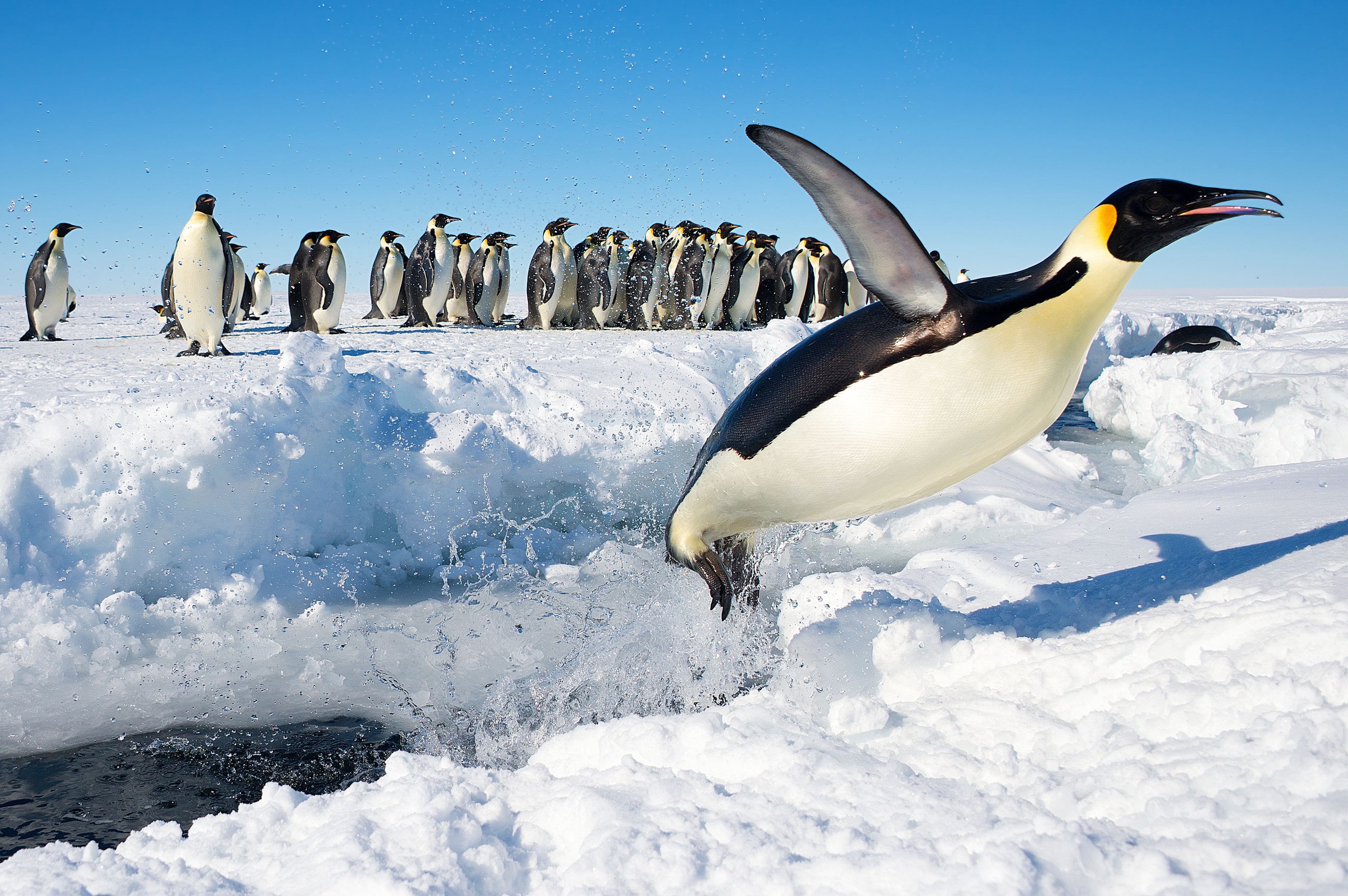
Tučňák vyskakující z vody v Gouldově zátoce

Tučňák císařský je sociální zvíře. Lovící jedinci někdy synchronizují potápění a vynořování. Někteří tučňáci jsou aktivní ve dne, někteří v noci. Většinu roku tráví cestováním mezi hnízdištěm a oblastí lovu.
Americký fyziolog Gerald Kooyman v roce 1971 zveřejnil výsledky zkoumání chování tučňáka císařského pod vodou pomocí nahrávacích zařízení. Objevil, že se potápí do hloubky až 265 metrů a pod vodou vydrží až 18 minut. Pozdější výzkum ukázal, že se jedna mladá samice poblíž zálivu McMurdo Sound potopila do hloubky 535 metrů. Dalšími studii bylo zjištěno, že se dokáže potopit na déle než 30 minut a dostat se může do hloubky až 565 metrů. Je možné, že se tučňák císařský může potopit ještě hlouběji, protože přesnost nahrávacích zařízení se ve větších hloubkách zmenšuje. Další výzkum jednoho jedince ukázal, že se ve vodě 900 metrů hluboké běžně ponořuje do hloubky 150 metrů a ve vodě hluboké 450–500 metrů se potápí do hloubek buď jen 50 metrů nebo více než 400 metrů.
Samci i samice musí z kolonií kvůli potravě urazit vzdálenost až 500 kilometrů. Tučňák císařský je zdatný plavec, průměrně při plavání dosahuje rychlosti 6–9 km/h. Podle novější studie z roku 2020 dokáže tento druh tučňáka plavat maximální rychlostí asi 2,4 až 3,6 m/s (průměrně 2,8 m/s), tedy 8,6 až 13 km/h (průměr 10,1 km/h) . Ve studiích je nicméně zmíněno, že na okamžik dokáže ještě výrazně zrychlit a poplavat v tempu 4,6 až 7,1 m/s, což je 16,6 až 25,6 km/h. Na pevnině se pohybuje střídavě kolébavým pohybem a klouzáním se po ledu na svém břiše, kdy se odráží nohama a ploutvemi (křídly). Jako všichni ostatní tučňáci neumí létat.
Proti chladu se kolonie tučňáka císařského chrání choulením, kterého se účastní desítky až stovky jedinců a při němž se každý tučňák opírá o souseda. Tučňáci vně skupiny vystavení větru se pomalu přemisťují po okraji útvaru na závětrnou stranu, takže každý jedinec je chvíli uvnitř skupiny a chvíli vně.

### Potrava
Živí se převážně rybami, korýši a hlavonožci, ale složení potravy se mění od populace k populaci. Ryby jsou většinou nejdůležitějším zdrojem potravy, z nich nejčastější je ledovka antarktická (Pleuragramma antarcticum). Další běžnou potravou jsou ostatní ryby z čeledi ledovkovitých (Nototheniidae), krakatice glaciální (Psychroteuthis glacialis), krakatice Kondakova (Kondakovia longimana) nebo krunýřovka krillová (Euphausia superba). Tučňák císařský hledá potravu v Jižním oceánu, a to buď v otevřených vodách nebo v prasklinách ledovců. Jednou z jeho strategií je ponořit se do hloubky okolo 50 metrů, kde nad sebou nalezne ryby plovoucí pod ledovcem. Chytí jednu z nich a zase se ponoří hlouběji. Tak to udělá asi šestkrát a pak plave na hladinu, aby se nadechnul.

### Predátoři

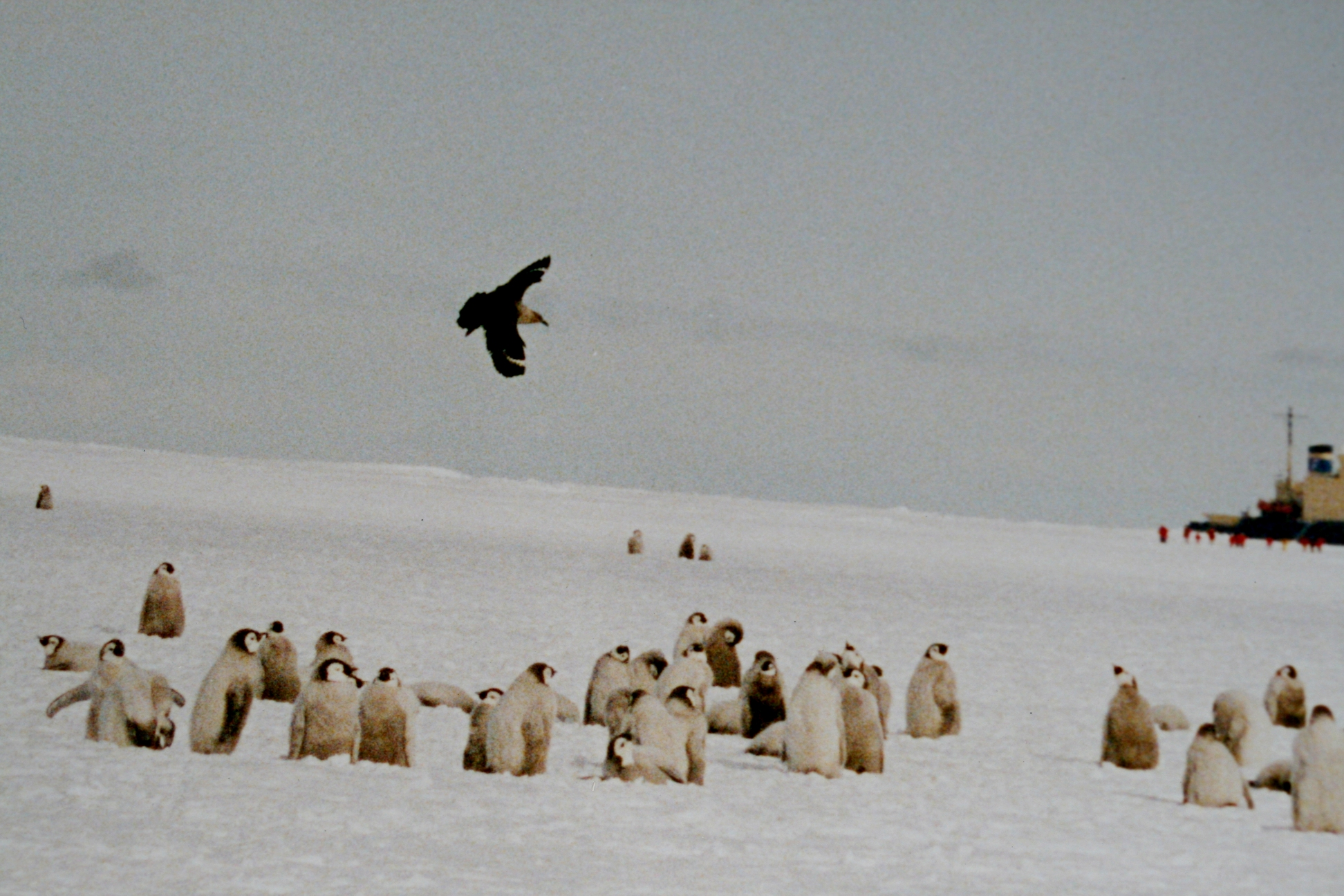
Chaluha letící nad mláďaty tučňáků císařských v Rossově moři

Mezi predátory tučňáka císařského patří ptáci a vodní savci. Největším pozemským predátorem mláďat je buřňák obrovský (Macronectes giganteus), který má za vinu až 34 % úmrtí mláďat v koloniích, i když se často spokojí i s mrtvými tučňáky. Chaluha antarktická (Stercorarius maccormicki) žere většinou mrtvá mláďata, protože živá jsou v období, kdy na místo výskytu kolonií doráží, na ni moc velká.
Jediní dva známí mořští predátoři jsou oba savci: tuleň leopardí (Hydrurga leptonyx), který se živí dospělými i mladými tučňáky, a kosatka dravá (Orcinus orca), která se živí převážně dospělci.
Pokud jeden z páru chovajícího mládě zemře, druhý jej zanedlouho opustí a vydá se hledat potravu do moře.

### Rozmnožování a chov mláďat
Tučňák císařský sexuálně dospívá ve věku asi tří let a většinou se začne rozmnožovat o jeden až tři roky později. Rozmnožovací cyklus začíná na počátku antarktické zimy, což je v březnu nebo v dubnu, kdy se všichni dospělí jedinci v koloniích přemisťují z moří do hnízdišť. Při tom urazí vzdálenost 100–160 kilometrů. Zdá se, že se začínají hýbat spolu se zkracováním denní doby – úspěšně se k rozmnožování podařilo přimět jedince chované v zajetí pomocí systému osvětlení, který napodoboval změny délky antarktického dne.

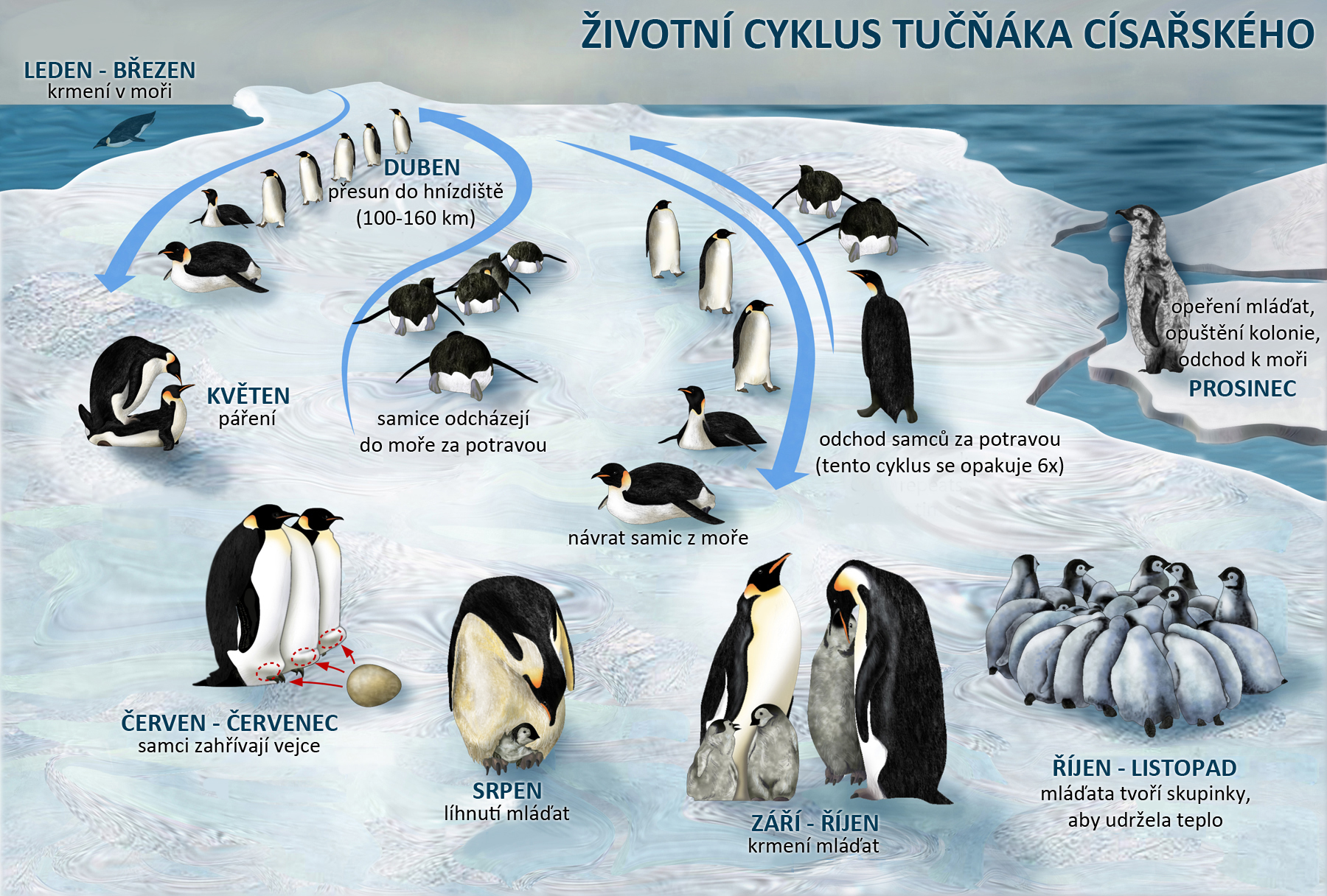
Životní cyklus tučňáka císařského

Námluvy tučňáka císařského začínají v březnu nebo dubnu, kdy se venkovní teplota může pohybovat okolo -40 °C a vanout mrazivý vítr o rychlosti kolem 144 km/h. Na začátku si nezadaný samec položí hlavu na hruď, nadechne se a vydá 1–2 sekundy trvající zvuk. Poté se pohybuje po kolonii a volání opakuje. Když najde partnerku, tak si samec a samice stoupnou proti sobě, natáhnou hlavy směrem vzhůru a v této pozici několik minut přetrvávají. Poté se spolu pohybují po kolonii s tím, že samice většinou následuje samce. Před kopulací se jeden z páru ukloní druhému a druhý to zopakuje.
Tučňák císařský je sériově monogamní – jeden rok je věrný jednomu partnerovi, ale jen asi 15 % jedinců zůstane věrných jednomu partnerovi více let.

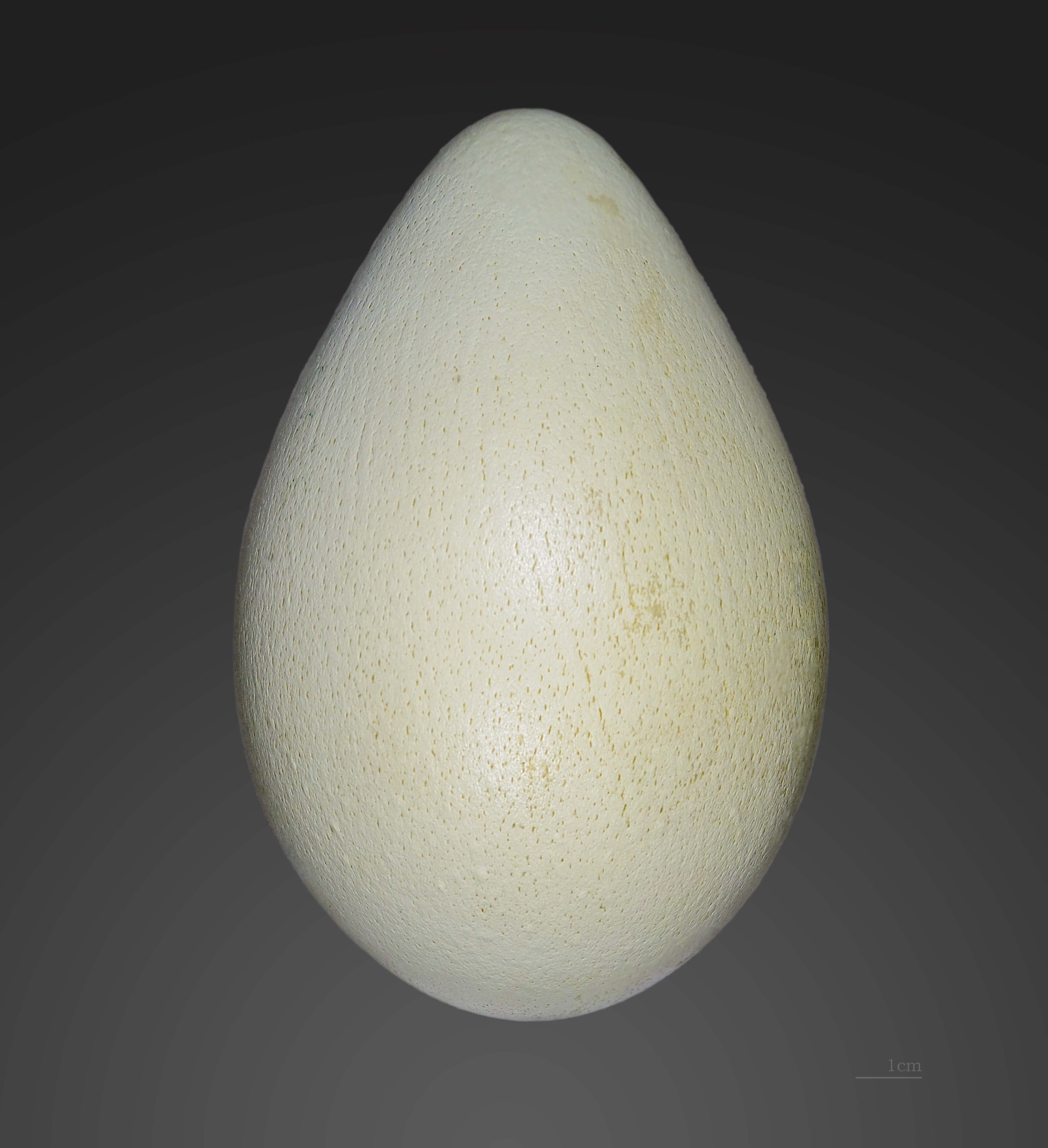
Vejce tučňáka císařského. Má rozměr 13.5 × 9.5 cm a tvarem trochu připomíná hrušku.

Samice v květnu nebo na začátku června vyvrhne jedno vejce vážící 460–470 g. Jeho tvar trochu připomíná hrušku a měří 12 × 8 cm. Většinou váží pouze 2,3 % váhy své matky, což ho činí jedním z nejlehčích (v poměru k váze matky) vajec mezi ptáky. 15,7 % váhy tohoto vejce tvoří skořápka; ta musí být stejně jako u ostatních druhů tučňáků velmi silná, aby se vejce nerozbilo.
Po vyvrhnutí vejce je matka vyhladovělá a trpí nedostatkem živin, takže velmi opatrně předá vejce samci a okamžitě se vrací na dva měsíce do moře lovit potravu. Předání vejce je velmi obtížné a mnoho párů ho upustí na zem. Když se to stane, mládě vevnitř velmi rychle zemře, protože vejce nedokáže vystát nízké teploty na povrchu ledu. Když se předání podaří, samec potom 64 dnů v kuse drží vejce na svých nohách, než se mládě vylíhne. Tučňák císařský je jediný druh tučňáka, který se chová tímto způsobem, u ostatních druhů se samec a samice v inkubování vejce střídají. V době, kdy se vejce vylíhne, už je samec v kolonii okolo 115 dní. Aby přežili zimu a silný vítr, který může dosahovat rychlosti až 200 km/h, choulí se samci k sobě. Během čtyř měsíců, kdy se přemisťuje, rozmnožuje a inkubuje mládě, ztratí samec až 20 kilogramů, takže z 38 kg mu zbude pouze 18 kg tělesné váhy.

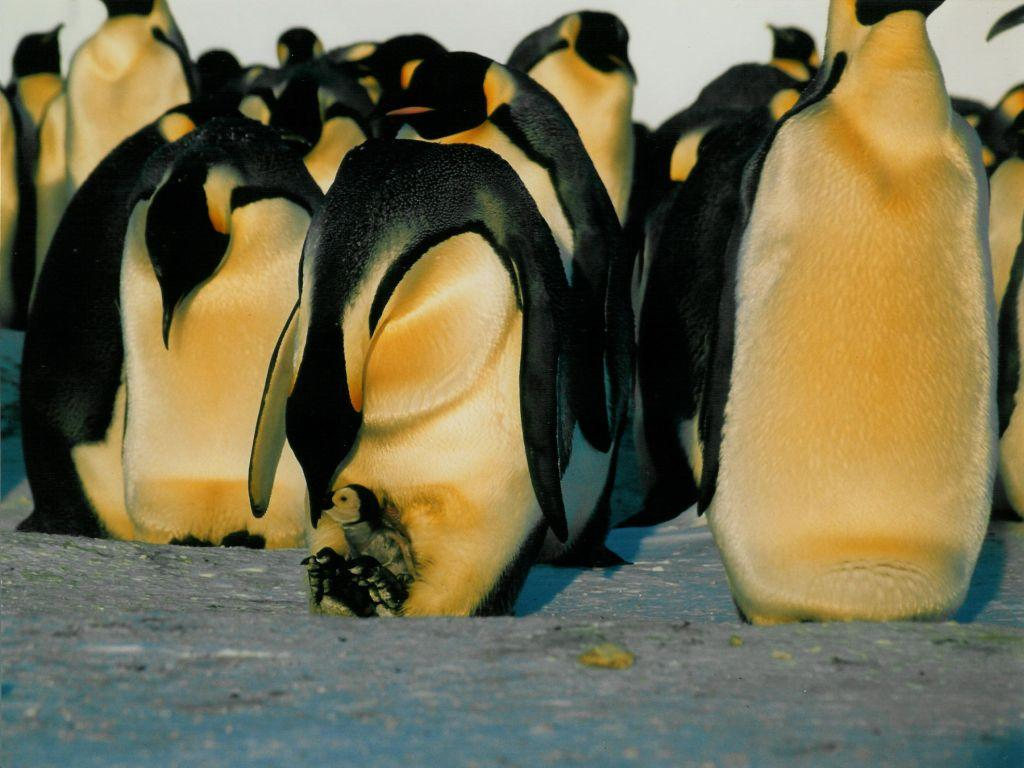
Tučňák císařský krmící mládě

Líhnutí může kvůli silné skořápce trvat dva až tři dny. Čerstvě narozené mládě je závislé na svých rodičích kvůli teplu a potravě. Jestliže se vylíhne před návratem matky, krmí ho otec tvarohovitou hmotou, kterou vytváří žlázou v jícnu, složenou z 59 % z bílkovin a z 28 % z lipidů.
Samice se do kolonie vrátí do deseti dnů po vylíhnutí mláděte, tedy někdy v půlce července nebo na začátku srpna. Svého partnera najde pomocí hlasových signálů a začne se starat o mládě. Krmí ho potravou předtím natrávenou ve svém žaludku. Samec je opustí a asi 24 dnů stráví lovem potravy v moři. Partneři se poté střídají v lovu a péči o mládě.
Asi 45–50 dní po vylíhnutí mláďata utvoří těsnou skupinu, čímž se navzájem ohřívají. Během této doby se oba rodiče vydají do moře lovit potravu, aby je nakrmili. Tyto skupiny mohou čítat až několik tisíc mláďat. Od začátku listopadu mláďatům začne růst peří a tento proces trvá až dva měsíce; často ho nemají kompletní ani v době opouštění kolonie. Během této doby je přestanou krmit rodiče. Všichni tučňáci se v prosinci nebo lednu přemístí k moři a stráví tam zbytek (antarktického) léta.

## Ohrožení

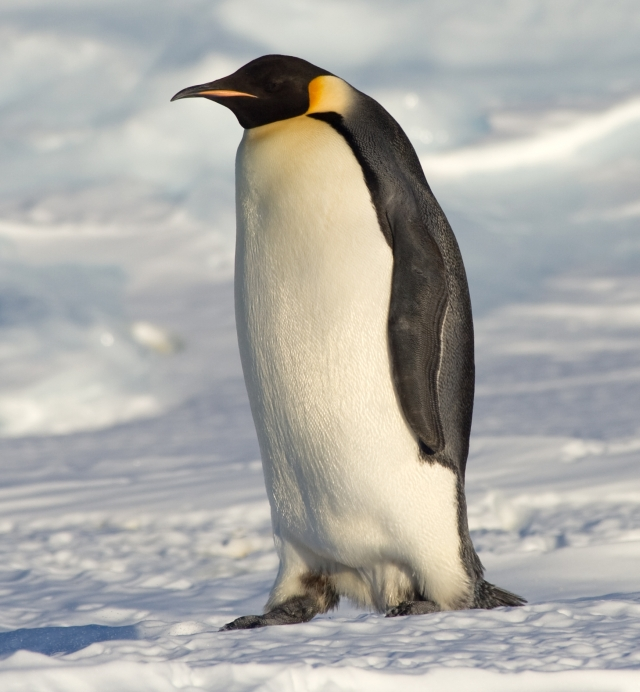
Dospělý jedinec

Tučňák císařský patří mezi téměř ohrožené druhy podle IUCN. Spolu s devíti dalšími druhy tučňáků se uvažuje o jeho zařazení do Endangered Species Act Spojených států. Hlavním důvodem toho je údajně ubývání dostupnosti potravy kvůli klimatickým změnám a průmyslovému rybolovu. Mezi další důvody patří choroby, ničení jeho přirozeného prostředí výskytu a narušování lidmi (hlavně vinou turismu). Podle jedné studie mláďata začínají být znepokojená při přiblížení se helikoptéry na méně než 1 kilometr.
V průběhu neobvykle dlouhého teplého období na konci 70. let 20. století byl pozorován padesátiprocentní pokles populace v Adélině zemi v důsledku zvýšeného vymírání dospělých jedinců, a to hlavně samců. Na druhou stranu následné opětovné ochlazení sice zastavilo toto vymírání, ale vlivem nižších teplot se snížila úspěšnost vylíhnutí mláďat z vajec (při větší teplotě nemusí mít vejce tak silnou skořápku). Proto je tučňák císařský považován za druh velmi citlivý na klimatické změny. Mírnit dopady změny klimatu zřejmě dokáže například i nahromaděný trus tučňáků, když se během jeho rozkladu uvolňuje do oblasti čpavek a jiné plyny. Tyto sloučeniny ovlivňují zvýšenou tvorbu určitých typů mraků, které fungují jako izolační vrstvy v atmosféře.
Stav je v současné době relativně stabilní (viz rozšíření a populace), ale výzkumy naznačují, že do roku 2050 se populace tučňáků císařských v důsledku klimatických změn sníží o 26 až 47 %, tudíž klesne na 370 000 nebo 265 000 hnízdících jedinců.
Podle studie Oceánografického institutu ve Woods Hole provedené v lednu 2009 se tučňák císařský může dostat na pokraj vyhynutí do roku 2100. Pomocí matematických modelů totiž vědci vypočítali, jak ztráta ledovcové plochy způsobená globálním oteplováním ovlivní velkou kolonii v Adélině zemi v Antarktidě. Tyto modely předpověděly 87% úbytek této populace do konce tohoto století, tedy ze současných 3000 párů na 400 párů. Takovýto úbytek může nastat v celkové populaci tučňáka císařského. Údajně se bude jednat o podobný úbytek, jaký již jednou nastal (v 70. letech 20. století). Pokud budou emise skleníkových plynů nadále růst současným tempem, což povede k dalšímu oteplování a tání antarktického mořského ledu, novější studie z roku 2021 předpovídá dokonce 98% úbytek populace do konce 21. století.
Na následky klimatických anomálií se roku 2015 rozpadla druhá největší kolonie tučňáků císařských, pro něž byla oblast Halleyova zálivu u Weddellova moře desítky let bezpečným útočištěm. Vliv klimatického jevu El Niño a mimo jiné výskyt silné bouře zapříčinil rozklad jinak pevného ledovcového masivu, jenž přeživší ptáky donutil k migraci. To potvrzuje řada pozorování učiněných mezi lety 2016 a 2018, kdy vědci zaznamenali až desetinásobný nárůst populace na místě vzdáleném asi jen 55 kilometrů od postižené oblasti.
Podrobná analýza satelitních snímků pořízených mezi lety 2009 až 2023 naznačuje, že v klíčovém sektoru kontinentu (Antarktický poloostrov, Weddellovo a Bellingshausenovo moře), kde žije asi 30 % světové populace tučňáků císařských, klesl počet jedinců v průběhu 14 let o 22 %.

## Vztah s lidmi

### Chov v zajetí
První pokusy o udržení tohoto druhu v zajetí jsou známy od roku 1930, ale s minimálními znalostmi a poněkud ležérním přístupem k problematice jsou dlouhých 30 let neúspěšné. Teprve až v roce 1960 se v Dánské zoo Aalborg dožil jedinec vyššího věku 20 let a vylíhlo se i jedno mládě, které však krátce nato zemřelo. Zde už měl tučňák alespoň z části přizpůsobené podmínky, podobné těm v jeho přirozeném prostředí. Výhradně kvůli němu byl například vybudován chlazený obytný prostor.
Náročnost druhu dokazuje, že jej do dnes nalezneme trvale jen v několika zoologických zahradách či veřejných akváriích v USA a Asii. V roce 1999 se v severoamerických institucích nacházelo celkově asi jen 55 jedinců. V Číně se poprvé tučňák císařských objevil až v roce 2009 v Podmořském Světě Nanjing (Nanjing Underwater World), nacházejícím se poblíž mauzolea Sun Yat-Sen. V Japonsku je k vidění ve veřejných akváriích Přístav Nagoya (Port of Nagoya Public Aquarium) a Wakayama Dobrodružný Svět (Wakayama Adventure World). Daří se jej i úspěšně odchovat.

### V kultuře
Tučňák císařský je obecně nejznámější druh z čeledi tučňákovitých. Lze jej často spatřit na reklamních či dekorativních předmětech. Za tuto slávu vděčí svým rozměrům (největší žijící druh tučňáka) a také specifickým způsobem života v nehostinně Antarktidě. Jeho životem se zabývá hned několik filmů. K nejznámějším patří francouzský dokument z roku 2005 Putování tučňáků, na který navazuje druhý díl s podtitulem Volání oceánu. Velmi často se jím také zabýval David Attenborough z BBC, a to v páté epizodě seriálu Život v mrazáku z roku 1993, znovu v roce 2001 v dokumentární sérii Modrá Planeta - historie oceánu, dále v seriálu Zázračná planeta v roce 2006 a v roce 2011 také v dokumentárním cyklu Zmrzlá planeta. Dále mu tento populární dokumentarista věnoval druho epizodu z přírodovědného seriálu Zvířecí dynastie, natočeném v roce 2018. V něm jej společně s dalšími čtyřmi druhy považuje za jednoho z nejohroženějších živočichů planety z pohledu jejich nejisté budoucnosti.
Tučňáci císařští jsou hlavními postavami v animovaném filmu Happy Feet a Happy Feet 2, a Big-Z, postava z filmu Divoké vlny, je také tučňák císařský.